# Roshon Fegan
Roshon Bernard Fegan (n. 6 octombrie 1991 în Los Angeles, California) cunoscut și ca și Roshon sau ROSHON sau chiar ca și RO SHON, este un actor, dansator și rapper american. Cele mai cunoscute roluri ale sale sunt: Sander Loyer în cele două filme originale Disney Channel, Camp Rock și Camp Rock 2: Competiția Finală; și Ty Blue în serialul marca Disney Channel, Totul pentru dans.

## Filmografie

### Film
| An(i) | Titlu                                        | Rol                | Note                          |
| ----- | -------------------------------------------- | ------------------ | ----------------------------- |
| 2004  | Omul-păianjen 2 (Spider-Man 2)               | copil uimit        | -                             |
| 2007  | Baby                                         | Robbie (tânăr)     | -                             |
| 2008  | Drillbit Taylor                              | copil aleatoriu #2 | -                             |
| 2014  | Mostly Ghostly: Have You Met My Ghoulfriend? | Nicky Roland       | film direct-pe-DVD            |
| 2018  | What Still Remains                           | David              | filmul este în post-producție |

### Televiziune
| An(i)   | Titlu                                                       | Rol                  | Note                          |
| ------- | ----------------------------------------------------------- | -------------------- | ----------------------------- |
| 2006    | Monk                                                        | al treilea băiat     | un episod                     |
| 2008    | Camp Rock                                                   | Sander Loyer         | film de televiziune           |
| 2010    | Camp Rock 2: Competiția Finală (Camp Rock 2: The Final Jam) | Sander Loyer         | film de televiziune           |
| 2010–13 | Totul pentru dans (Shake It Up)                             | Ty Blue              | rol principal, 59 de episoade |
| 2011    | Bătăușii Wasabi (Kickin' It)                                | Dan "Smooth" Brennan | un episod                     |
| 2012    | Dancing with the Stars                                      | el însuși/concurent  | sezonul 14                    |
| 2012    | Motorcity                                                   | Darr Gordy (voce)    | un episod                     |
| 2014    | Bobocii isteți (A.N.T. Farm)                                | Hudson               | un episod                     |
| 2014    | Parenthood                                                  | membru 4D            | un episod                     |
| 2015    | Crazy Ex-Girlfriend                                         | Nguyen               | un episod                     |
| 2017    | Greenleaf                                                   | Isaiah Hambrick      | rol esecundar                 |